# Ефимов, Алексей Владимирович
Алексе́й Влади́мирович Ефи́мов (18 (30) января 1896, Баку — 11 ноября 1971, Москва) — советский историк, американист и специалист по новой и новейшей истории, этнографии и истории русских географических открытий.
Доктор исторических наук (1938), профессор. Член-корреспондент Академии наук СССР (28.01.1939), член-корреспондент АПН РСФСР (1947), член-корреспондент АПН СССР (1968). Заведующий кафедрой новой и новейшей истории и декан исторического факультета МГУ (1941—1943), заведующий кафедрой всеобщей истории историко-филологического факультета Молотовского университета (1945—1947), глава сектора Америки Института этнографии АН СССР (с 1957).

## Биография
Родился в дворянской семье.
В 1913 году окончил гимназию в Тбилиси, в 1916 году — Технологический институт в Петрограде (ныне Санкт-Петербург).
В 1916—1917 годах служил в Морском ведомстве, где окончил Школу мичманов военного времени. В 1918 году принял участие в обороне Баку против немцев и турок, за что был награждён орденом Святой Анны 4-й степени, орденом Святого Георгия и произведён в лейтенанты.
После окончания 1-го Московского университета в 1922 году работал преподавателем истории, научным сотрудником Музея революции СССР. В 1930 году окончил аспирантуру Института истории РАНИОН, научный сотрудник Московского отделения Академии материальной культуры (1932—1933), старший научный сотрудник Института истории АН СССР (1933—1941).
В 1941—1943 годах — заведующий кафедрой новой и новейшей истории и декан (в московской группе МГУ) исторического факультета МГУ; в эвакуации— зав. кафедрой истории пединститута и профессор Казанского университета (1941).
В 1945—1947 годах — заведующий кафедрой всеобщей истории историко-филологического факультета Молотовского университета.
В ходе развёрнутых в СССР в конце 1940-х годов кампании по борьбе с низкопоклонством перед Западом, перешедшую в кампанию борьбы с космополитами, стал обвинять профессора Петербургской академии наук астронома Иосифа Николаевича Делиля в шпионаже. Автор нескольких книг по истории русских географических открытий в северной части Тихого океана, редактор Атласа 1964 года, в которых воспроизведены фальсифицированные изображения старинных географических карт. Историк и источниковед О. М. Медушевская, участвовавшая в качестве составителя в подготовке этого Атласа под руководством А. В. Ефимова, в дальнейшем совершенно прекратила свои учёные занятия историей русской картографии.
Был одним из первых профессоров Факультета международных отношений МГИМО.
С 1957 года и до конца жизни он возглавлял сектор Америки Института этнографии АН СССР.
Почётный член Географического общества Республики Колумбия (1961).
Урна с прахом захоронена в колумбарии Донского кладбища.

## Награды
- орден Ленина (27 марта 1954)
- орден Святой Анны IV степени
- орден Святого Георгия IV степени
- Сталинская премия I степени (10 апреля 1942) — за книгу «История дипломатии», т. I, опубликованную в 1941 году[11]
- Премия имени С. И. Дежнёва от Географического общества СССР (1966)
- медаль «За доблестный труд в Великой Отечественной войне 1941—1945 гг.» (1946)
- медаль «В память 800-летия Москвы» (1948)

## Основные труды
А. В. Ефимов является автором более 100 научных работ, среди которых:
Книги
- К истории капитализма в США. М., 1934;
- История дипломатии (1940)
- Открытие Америки со стороны России (1947)
- Из истории русских экспедиций на Тихом океане. Первая половина XVIII века. — М.: Воениздат, 1948. — 344 с. (в пер.)
- Из истории великих русских географических открытий в Северном Ледовитом и Тихом океанах. XVII – первая половина XVIII в.. — М.: Географгиз, 1950. — 320 с. — 20 000 экз. (в пер.)
  - Из истории великих русских географических открытий / Академия наук СССР, отделение истории. — М.: Наука, 1971. — 300 с. — 11 700 экз. (в пер. или обл.)
- Очерки истории США. 1492—1870 гг.. — М.: Государственное учебно-педагогическое издательство Министерства просвещения РСФСР, 1955. — 328 с. — 20 000 экз. (в пер.)
- Некоторые вопросы методики истории как науки. — М., 1958.
- Атлас географических открытий в Сибири и в Северо-Западной Америке XVII—XVIII вв. / Под ред. и с введ. чл.-корр. АН СССР А. В. Ефимова. М., Наука, 1964.
- США: Пути развития капитализма (доимпериалистическая эпоха) (1969)[12]

Статьи
- Проблемы власти в первые дни февральской революции 1917 г. (1925)
- Публицист 60-х годов Н. В. Соколов (1932)
- Основные течения в историографии США (1937)
- Предисловие к книге:
  - Дивин В. А. Великий русский мореплаватель А. И. Чириков. — М.: Географгиз, 1949. — 116 с. — (Русские путешественники).

Также автор многократно переиздававшегося учебника для средней школы «Новая история (1640—1870)» (1934) и переведённого на некоторые европейские языки, автор учебника для вузов по новой истории (1939), редактор капитального научного труда «Народы Америки» (1959).